# Јован Адамов
Јован Адамов (Чока, 5. мај 1942) српски је композитор и диригент забавне музике. Упамћен је као диригент познате дечје емисије „Музички тобоган”.

## Биографија
Иако је струци је дипломирани инжењер машинства, Јован Јоца Адамов је живот посветио музици, радећи на Радио телевизији Војводине (раније РТ Нови Сад).
Музичко образовање стекао је у Новом Саду и њоме се бави од 1962. године. Контрабасист и повремено диригент Плесног оркестра Радио Новог Сада, где је годинама био музички продуцент. Као композитор забавних мелодија учествује од 1964. године на многим југословенским фестивалима. Поред шлагера, староградских песама и романси, писао је филмску и сценску музику. Добитник је бројних награда.

## Главна дела
- Староградске песме и романсе
  - „Соба у Варадину”
  - „Срели смо се”
  - „Ствари које су прошле”
  - „Што те сретох”
- Шлагери
  - „Хеј што нисам”
  - „Хеј војници ваздухопловци”
  - „Мало речи треба кад се воли”
  - „Недовршене мисли”
  - „Нека то не буде у пролеће” (пева Љиљана Петровић)[3]
  - „Никад нећемо дозволити да престане наша љубав”
  - „Прича једног лета”
  - „Прошла си поред љубави”
  - „Шарени излози”
  - „Што ми вреди што сам згодан”
  - „Заборави”
  - „Знам”
  - „Живи без мене”

## Стваралаштво
- Габи Новак: Мало речи треба кад' се воли
- Љиљана Петровић: Нека то не буде у пролеће, Не играј се, ветре
- Лео Мартин: Никада нећемо дозволити да престане наша љубав
- Ратко Краљевић: Једна звезда, Сви дани
- Маја Оџаклијевска: Мјесечев сан